# Guisa
Guisa – miasto na Kubie, w prowincji Granma. W 2004 r. miasto to zamieszkiwało 50 923 osób.